# Dębrzyno
Pour l’article homonyme, voir Dębrzyno (Poméranie).
Dębrzyno est une localité polonaise de la gmina de Chojnów, située dans le powiat de Legnica en voïvodie de Basse-Silésie.